# ツルマサキ
ツルマサキ（蔓柾、学名：Euonymus fortunei）は、ニシキギ科ニシキギ属の常緑つる性木本。別名、リュウキュウツルマサキ、ナガバツルマサキ、マルバツルマサキ。
種小名は、幕末に来日したイギリスのプラントハンター、ロバート・フォーチュンへの献名。

## 特徴
緑色の枝の各所から多数の気根をだして他の樹木をよじ登るか、地上を這う。葉は革質で長さ0.3-1cmの葉柄をもって年茎ごとに1-5対、対生する。葉の形は、楕円形、長楕円形、ときに円形で、縁には低鋸歯がある。葉身は長さ1.5-6cm、幅0.7-3cmになる。
花期は6-7月、今年枝の下部の葉腋や芽鱗痕わきから集散花序を付ける。花は4弁花で淡緑色、花弁の長さは2mm、花の径5mmになる。雄蕊は4本つく。果期は10-12月、果実は蒴果で径5-6mm、割れると橙赤色の仮種皮を持つ種子が現れる。

## 分布と生育環境
日本では、北海道、本州、四国、九州、沖縄に分布し、林内に自生する。東アジアでは朝鮮、中国、フィリピンにも分布する。

## 類似の植物
キョウチクトウ科のテイカカズラとはよく似ている。以下のような点は共通する特徴である。
- つる性で、地上を這い、岩や樹木に昇る。
- 茎から気根を出し、張り付く。
- 葉は楕円形で短い柄があり、対生する。また、厚手で光沢がある。
- 葉には主脈と側脈に沿って白い斑紋が出やすい。

花が咲けば全く違うのでわかるが、若い枝では悩ましい場合がある。区別点についてはテイカカズラ#類似の植物の項を参照のこと。

## ギャラリー

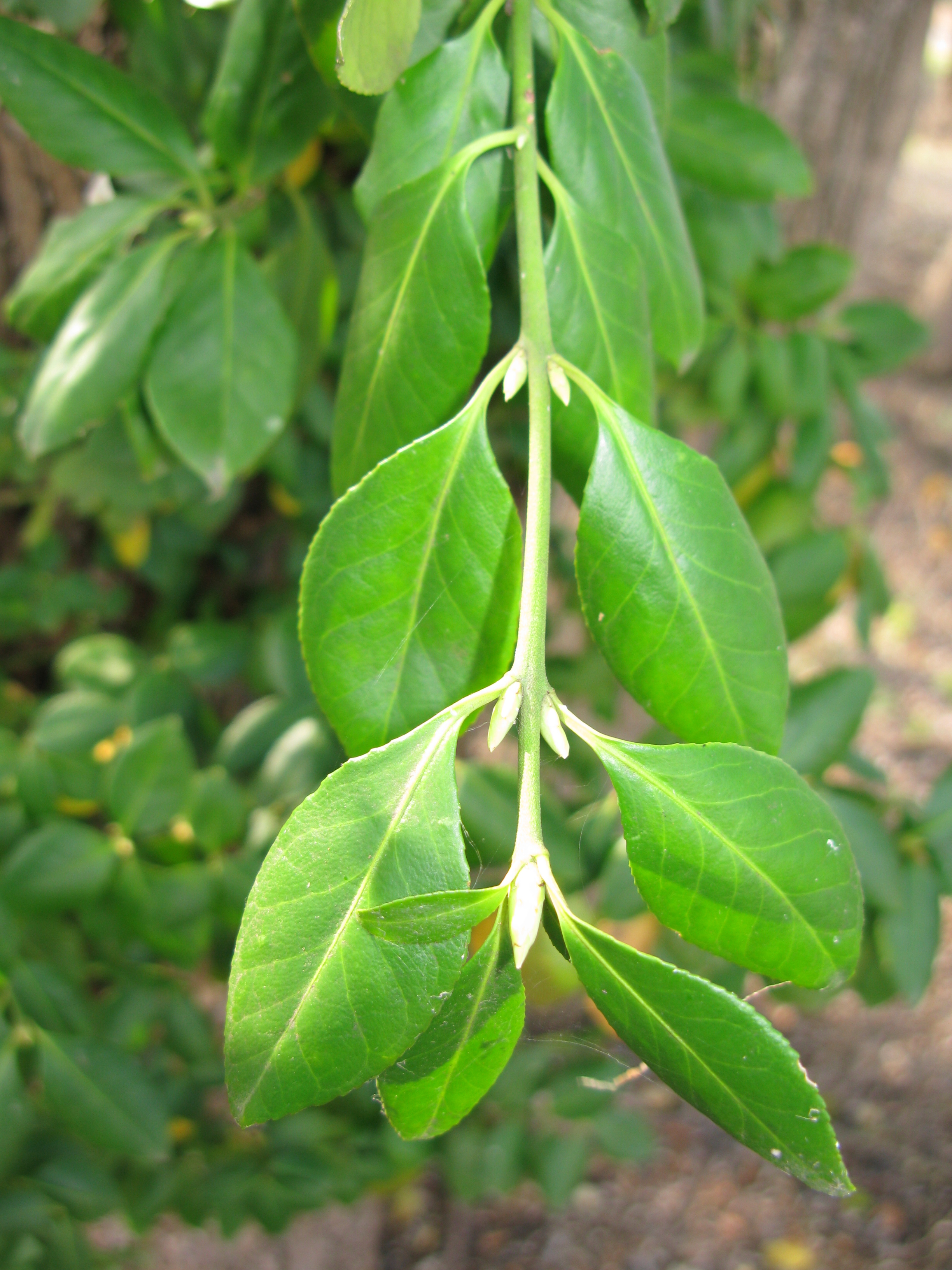
葉は対生する
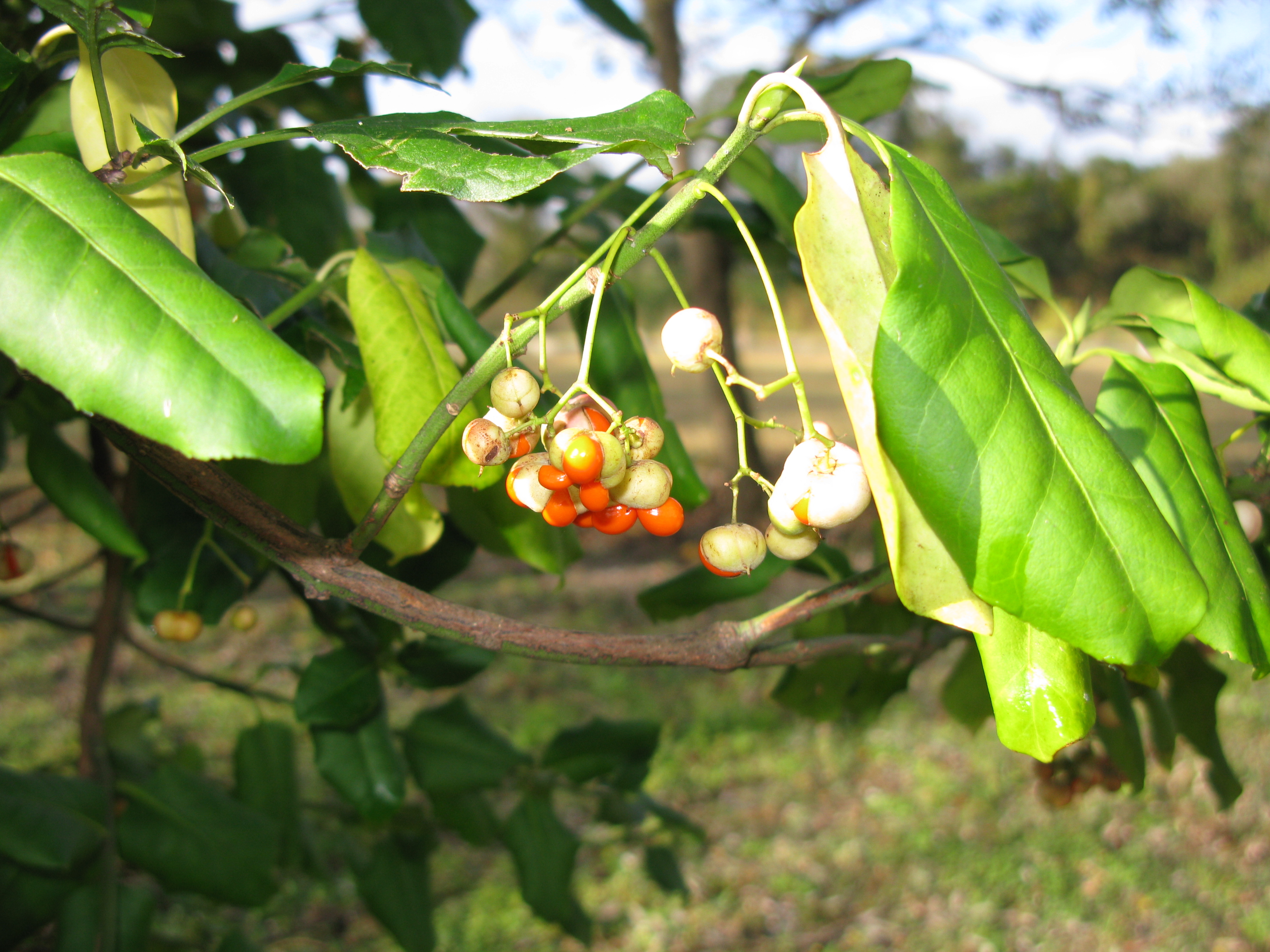
果実
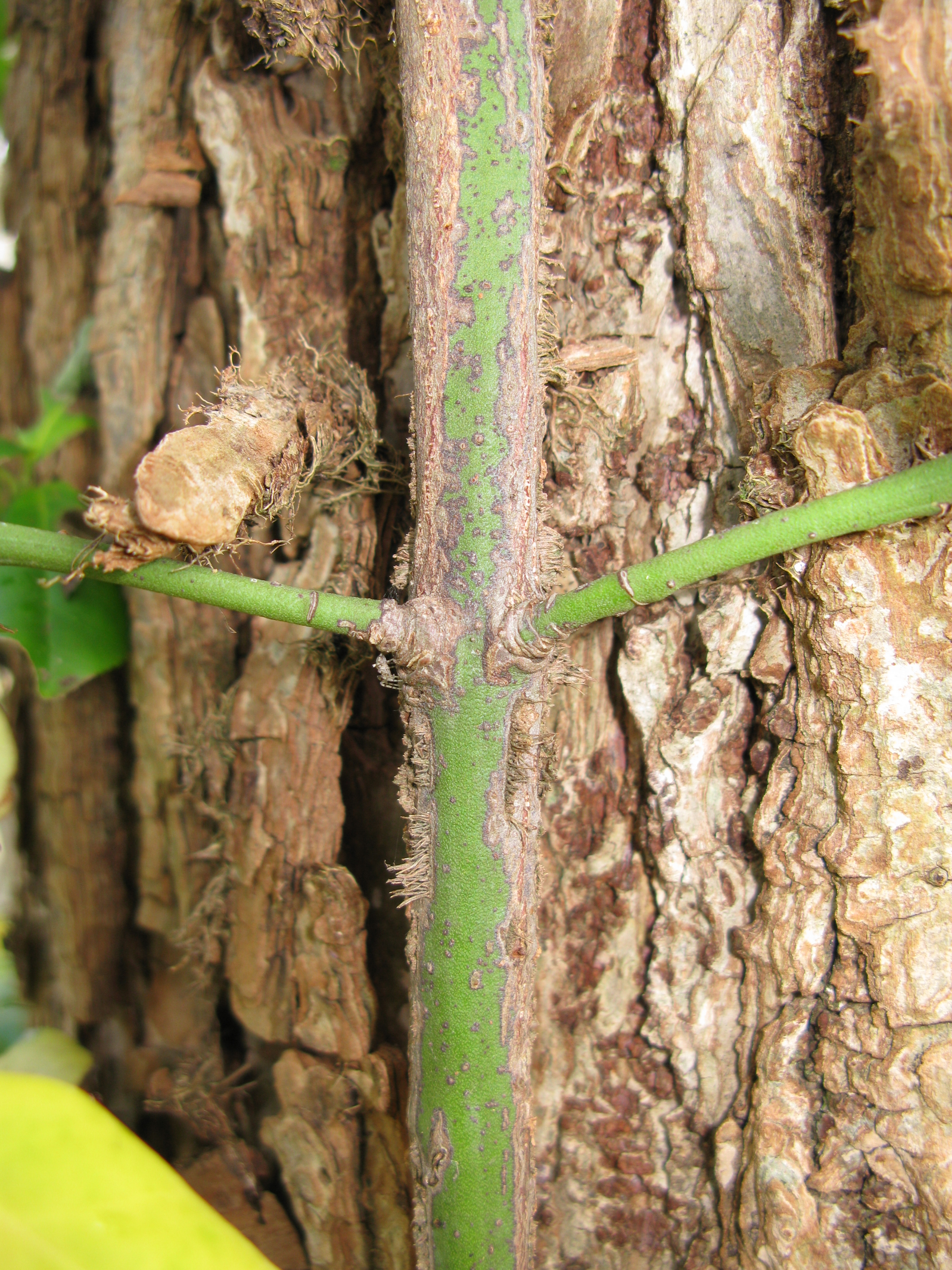
枝と気根
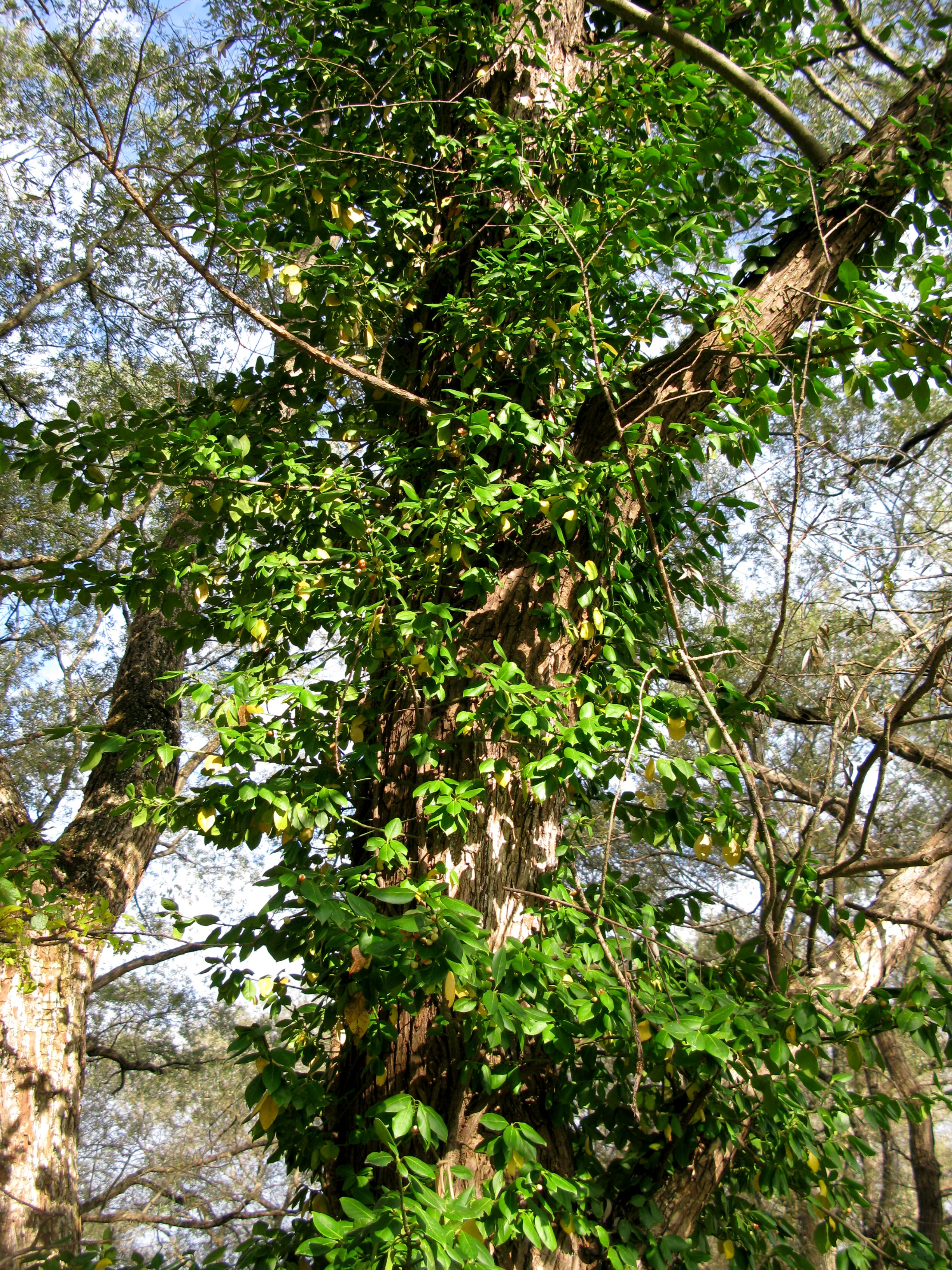
高木を這い登る